# Widow’s Weeds
Widow's Weeds – pierwszy pełny album studyjny norweskiej grupy gothic metalowej Tristania.

## Lista utworów
1. Preludium... – 1:09
2. Evenfall – 6:53
3. Pale Enchantress – 6:31
4. December Elegy – 7:31
5. Midwintertears – 8:32
6. Angellore – 7:16
7. My Lost Lenore – 6:23
8. Wasteland's Caress 7:40
9. ...Postludium – 1:10
10. Sirene – 3:23 (bonus w edycji limitowanej)
11. Cease to Exist – 9:14 (bonus w edycji limitowanej)

## Twórcy
- Vibeke Stene – śpiew
- Morten Veland – growl, gitara
- Anders Høyvik Hidle – gitara
- Rune Østerhus – gitara basowa
- Einar Moen – instrumenty klawiszowe
- Kenneth Olsson – perkusja

### Gościnnie
- Østen Bergøy – śpiew w „Angellore”
- Pete Johansen – skrzypce